# Орегонська стежка (фільм, 1936)
«Орегонська стежка» (англ. The Oregon Trail) — вестерн 1936 року з Джоном Вейном у головній ролі. Це загублений фільм, адже не залишилось жодної його копії. У 2013 році кіноколекціонер Кент Сперрінг знайшов 40 фотографій, зроблених під час зйомок фільму. «Орегонську стежку» почали знімати 29 листопада 1935 року. Фільм був знятий на Алабамських пагорбах.

## Сюжет
Джон Вейн грає капітана армії у відставці Джона Дельмонта, який з щоденика свого батька дізнається, що він був кинутий помирати зрадником. Джон обіцяє знайти та покарати вбивцю.

## У ролях
- Джон Вейн — капітан Джон Дельмонт
- Енн Разерфорд — Енн Рідглі
- Джозеф В. Жирар — полковника Дельмонт
- Якіма Канутт — Том Річардс
- Френк Райс — Червоний
- Е. Х. Калверт — Джим Ріджлі
- Бен Хендрікс-мл. — майор Гарріс
- Гаррі Гарві — Тім
- Ферн Еммет — Мінні
- Джек Разерфорд — Бентон
- Маріан Феррелл — Сіс
- Роланд Рей — Маркі
- Джино Коррадо — в ролі Форренци
- Едвард ЛеСент — генерал Фергюсон
- Октавіо Жиро — дон Мігель